# لكدادرة (لكدادرة)
لكدادرة هي إحدى مشيخات المملكة المغربية، تتبع جغرافيا لإقليم الصويرة وإداريًا للكدادرة. يقدر عدد سكانها بـ 6731 نسمة حسب الإحصاء الرسمي للسكان والسكنى لسنة 2004.